# Донатело
Донато ди Николо ди Бето Барди (на италиански: Donato di Niccolò di Betto Bardi), по-известен като Донатело, е един от най-прочутите италиански скулптори от епохата на ранния Ренесанс, основоположник на индивидуалното скулптурно изображение.
Донатело е роден в или близо до Флоренция между 1382 и 1387 г. в семейството на Николо ди Бето Барди, занимаващ се с обработка на вълна. Учи отначало при един златар, след това в класа на майстора живописец и скулптор Бичи ди Лоренцо, ползвайки се от покровителството на богатия флорентински банкер Мартели. За завършване на своето художествено образование той живее 2 или 3 години в Рим заедно с известния архитект Брунелески, с когото са приятели. Там изучава древноримската архитектура чрез разкопки на руини. Една от неговите първи работи е релеф от дребнозърнест камък, изобразяващ Благовещението, в църквата Санта Кроче (Флоренция). Донатело се придържа към принципите на реализма, като понякога сякаш нарочно намира некрасивите страни на природата.
Една от най-прочутите негови творби е бронзовата статуя на Давид, първото голо скулптурно произведение на Ренесанса, създадено самостоятелно, вън от всяка зависимост от архитектурното обкръжение. Статуята е грациозна, с правилни пропорции, превъзходен баланс и напомня на древногръцката скулптура по простотата на формата, и макар че не следва идеалните пропорции, е много реалистична.
- Давид
- Генерал Гатамелата, Падуа
- Св. Йоан Кръстител
- Юдит и Олоферн

През 1444 той е призован в Падуа да отлее от бронз конна статуя на кондотиера на венецианската република Еразмо ди Нарни (Erasmo Marzi da Narni), познат като Гатамелата. Сега тя стои пред църквата „Сан Антонио“. Толкова колосална статуя не е била отливана от времето на древните римляни.
Художникът остава в Падуа до 1456 и там с помощта на своите ученици работи по украсата на църквата „Сан Антонио“. Най-забележителната работа е бронзов барелеф със сцени от живота на покровителя на Падуа. През 1457 той работи (отново във Флоренция) върху темата за Св. Йоан Кръстител, патрона на Флоренция. Донатело представя светеца в различни възрасти с отделни статуи, орелефи и барелефи. Заедно със своя ученик Микелоцо Микелоци прави и няколко надгробни паметници в църкви, сред които и известен монумент на антипапа Йоан XXIII във флорентинския баптистерий. Той служи за модел на много надгробни паметници. Последните години от своя живот Донатело прекарва във Флоренция, работейки до дълбока старост. Умира през 1466 и е погребан с големи почести в базиликата „Сан Лоренцо“, в която е направил два бронзови амвона.

## Галерия
- Донатело, Пророк, височина около 190 cm, за Porta della Mandorla des Doms, около 1406 – 1409 г., музей Опера-дел-Дуомо, Флоренция
- Донатело, Свети Джордж, височина 214 cm, Orsanmichele, около 1417 г., оригинала е в Националния музей Барджело.
- Надгробен монумент на антипапа Йоан XXIII, Баптистериум Сан Джовани, Флоренция, 1420 – 1427 г.
- Бюст на Свети Луксорий, използван за реликварий (Таксидиотска кутия), Позлатен бронз, 56 × 60,5 cm, 1422 – 1427, Museo nazionale di San Matteo, Пиза
- Донатело, Благовещение, около 1435 г., Macigno, теракота, емайлирана и отчасти позлатена, височина 419 cm, Базилика „Санта-Кроче“
- Донатело, Мария Магдалена, 1440 – 1442 г., дърво, щукатура, цветен обков и позлата, музей Опера-дел-Дуомо, Флоренция
- Бронзов амвон със сцени от страданията на Христос в Базилика Сан Лоренцо във Флоренция, след 1460 г.